# NGC 5028
NGC 5028 é uma galáxia elíptica (E6) localizada na direcção da constelação de Virgo. Possui uma declinação de -13° 02' 31" e uma ascensão recta de 13 horas, 13 minutos e 45,8 segundos.
A galáxia NGC 5028 foi descoberta em 12 de Maio de 1882 por Ernst Wilhelm Leberecht Tempel.